# 집참새

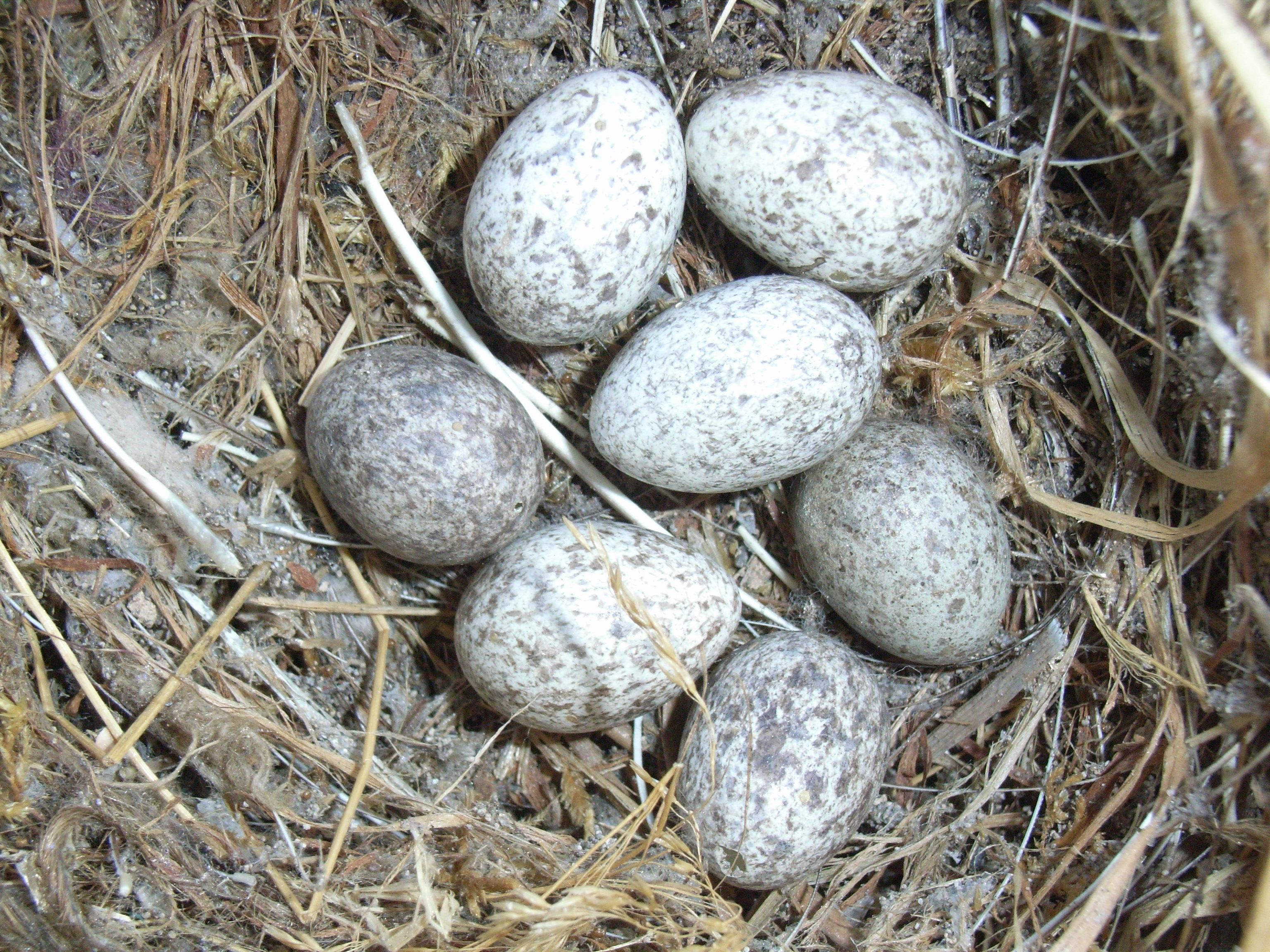
둥지 안의 알.

집참새(Passer domesticus, house sparrow)는 참새과에 속하는 새의 하나로, 전 세계 대부분의 지역에서 발견된다. 일반적으로 이 새의 길이는 16 센티미터(6.3 인치)이고 무게는 24~39.5 그램 (0.85~1.39 온스) 정도로 작은 편이다. 암컷과 어린 놈들은 옅은 갈색과 회색이고 수컷은 더 밝은 검은 색과 흰색, 갈색으로 되어 있다.
집참새는 사람의 거주 지역과 밀접한 관련이 있으며 외진 곳이나 도심 지역에서 거주할 수 있다. 다양한 기후나 서식지에 분포되어 있으나 인간의 개발 지대에서 멀리 떨어진 광대한 삼림지대나 초원, 사막은 피하는 것이 보통이다.
사람들이 사는 곳 도처에서 볼 수 있고 개체 수가 많아 집참새는 문화적으로 저명한 편이다. 널리 퍼져있고 그 수가 많음에도 불구하고 일부 지역에서의 개체 수는 감소하고 있다. 집참새의 보전 상태는 IUCN 적색 목록에서 관심대상종으로 분류되어 있다.

## 아종
domesticus 그룹
- P. d. domesticus
- P. d. balearoibericus
- P. d. tingitanus
- P. d. niloticus
- P. d. persicus
- P. d. biblicus

indicus 그룹
- P. d. hyrcanus
- P. d. bactrianus
- P. d. parkini
- P. d. indicus
- P. d. hufufae
- P. d. rufidorsalis